# NGC 5468
NGC 5468 (другие обозначения — MCG −1-36-7, UGCA 384, IRAS14039-0512, PGC 50323) — спиральная галактика с перемычкой (SBc) в созвездии Дева, находящаяся на расстоянии более 130 млн световых лет. 
За последние 20 лет в NGC 5468 астрономам удалось увидеть сверхновые разных типов, среди которых были вспышки SN 1999cp, SN 2002cr, SN2002ed, SN2005P и SN2018dfg.
Этот объект входит в число перечисленных в оригинальной редакции «Нового общего каталога».